# Bernardia macrophylla
Bernardia macrophylla är en törelväxtart som beskrevs av Paul Carpenter Standley. Bernardia macrophylla ingår i släktet Bernardia och familjen törelväxter.
Artens utbredningsområde är Panamá. Inga underarter finns listade i Catalogue of Life.